# 10964 Деґраафф
10964 Деґраафф (10964 Degraaff) — астероїд головного поясу, відкритий 26 березня 1971 року.
Тіссеранів параметр щодо Юпітера — 3,341.